# Паша Маргарита Геннадіївна
Маргарита Паша (нар. 5 червня 1995 року) — українська модель, переможниця конкурсу «Міс Україна 2019», майстер спорту з художньої гімнастики.

## Походження та навчання
Маргарита Паша народилася в Росії. Коли дівчинці було три роки, її багатодітна родина переїхала до України, в Харків.
У 2018 році вона здобула ступінь магістра за спеціальністю «менеджмент» («менеджмент зовнішньоекономічної діяльності»). За рік перед тим вступила на магістерську програму до інституту міжнародних відносин КНУ імені Тараса Шевченка. У 2020 році здобула другу ступінь магістра за спеціальністю «міжнародне право».[джерело?]

## Модельна діяльність
У 2015 році Маргарита Паша вже брала участь у «Міс Україна 2015». У впертій боротьбі вона отримати звання Miss Ukraine International.

### Перемога на Міс Україна
12 вересня 2019 року Маргарита Паша стала переможницею конкурсу «Міс Україна-2019» з-поміж 24 фіналісток з різних регіонів України та отримала 400 тисяч гривень призових. Це дало їй можливість представляти Україну на 69-му всесвітньому конкурсі «Міс Світу 2019», який пройшов у грудні 2019 року в Лондоніі. Серед 111 учасниць вона увійшла до Топ-40.

## Хобі
Маргарита Паша займається йогою, грає на піаніно. Також вона майстер спорту з художньої гімнастики. Вона називає себе філантропом. Ще з дитинства мріяла виграти конкурс «Міс Україна». Плете картини бісером.

## Скандали
За словами Каті Осадчої, Паша відмовилася давати інтерв'ю для програми «Світське життя» українською мовою. У відповідь переможниця конкурсу заявила в Інстаграм, що спілкуватиметься тією мовою, якою схоче (тобто, російською), та закликала тих підписників, хто цього не схвалює, видалятись. Згодом модель кілька разів змінювала цей допис в Інстаграм через критику читачів, і, врешті-решт, закрила його.
Черговий скандал відбувся під час святкування Дня ООН в Україні — Маргарита не змогла однозначно відповісти на питання «Чий Крим?» «Крим — всіх людей. Вся територія Землі, вона належить усім нам», — сказала вона в коментарі.